# 4074 Шарков
4074 Шарков (4074 Sharkov) — астероїд головного поясу, відкритий 22 жовтня 1981 року.
Тіссеранів параметр щодо Юпітера — 3,223.